# Akademia Muzyczna im. Feliksa Nowowiejskiego w Bydgoszczy

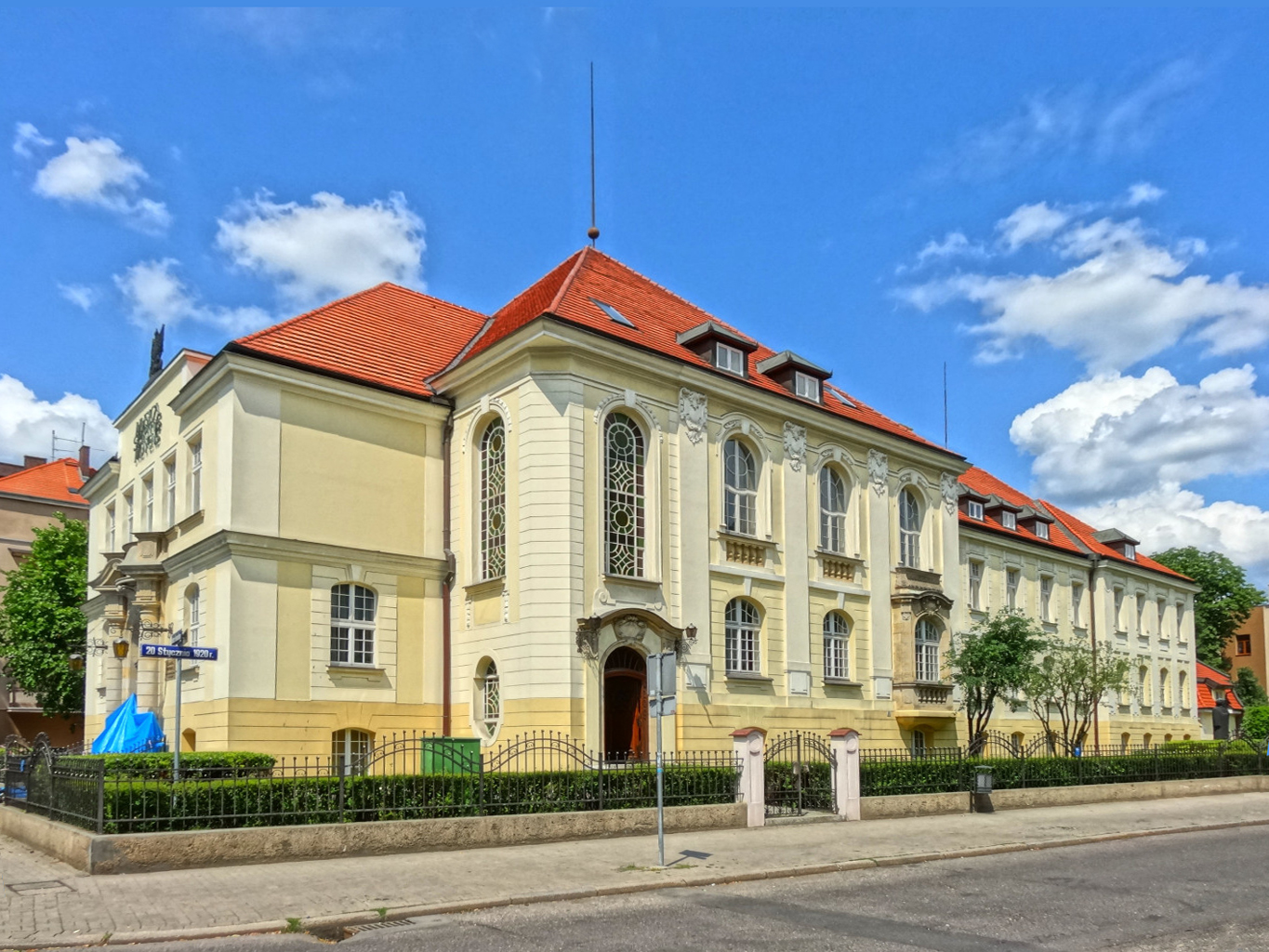
Budynek Akademii

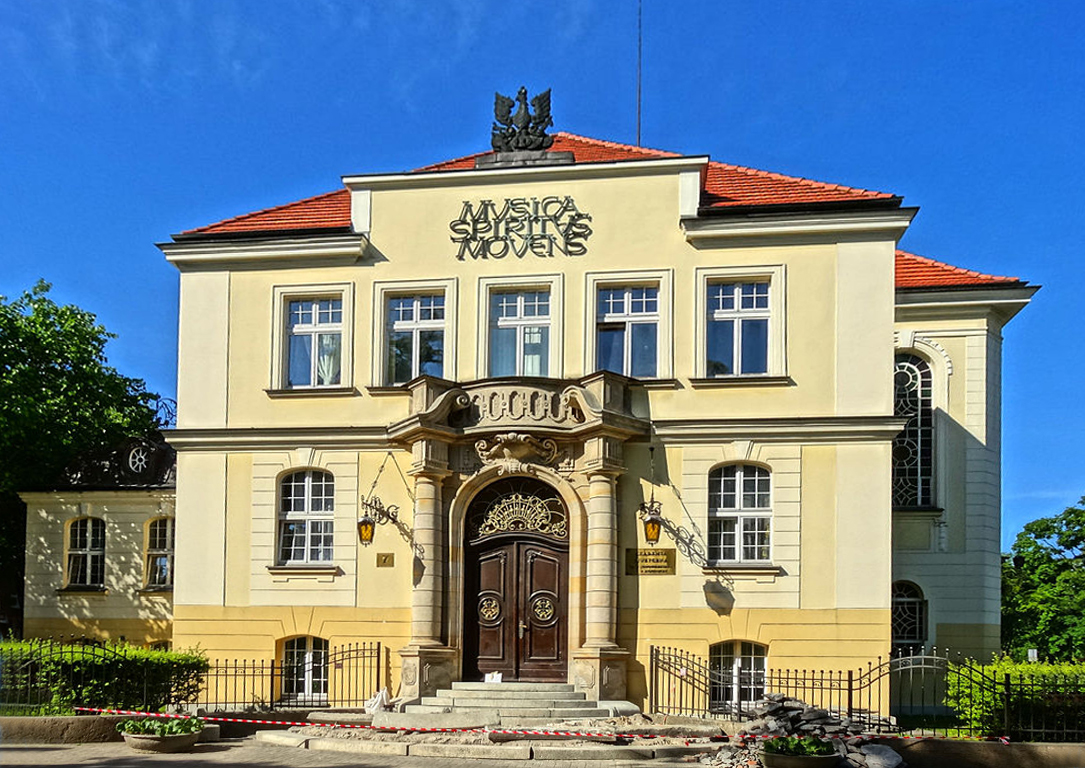
Widok od ul. Słowackiego

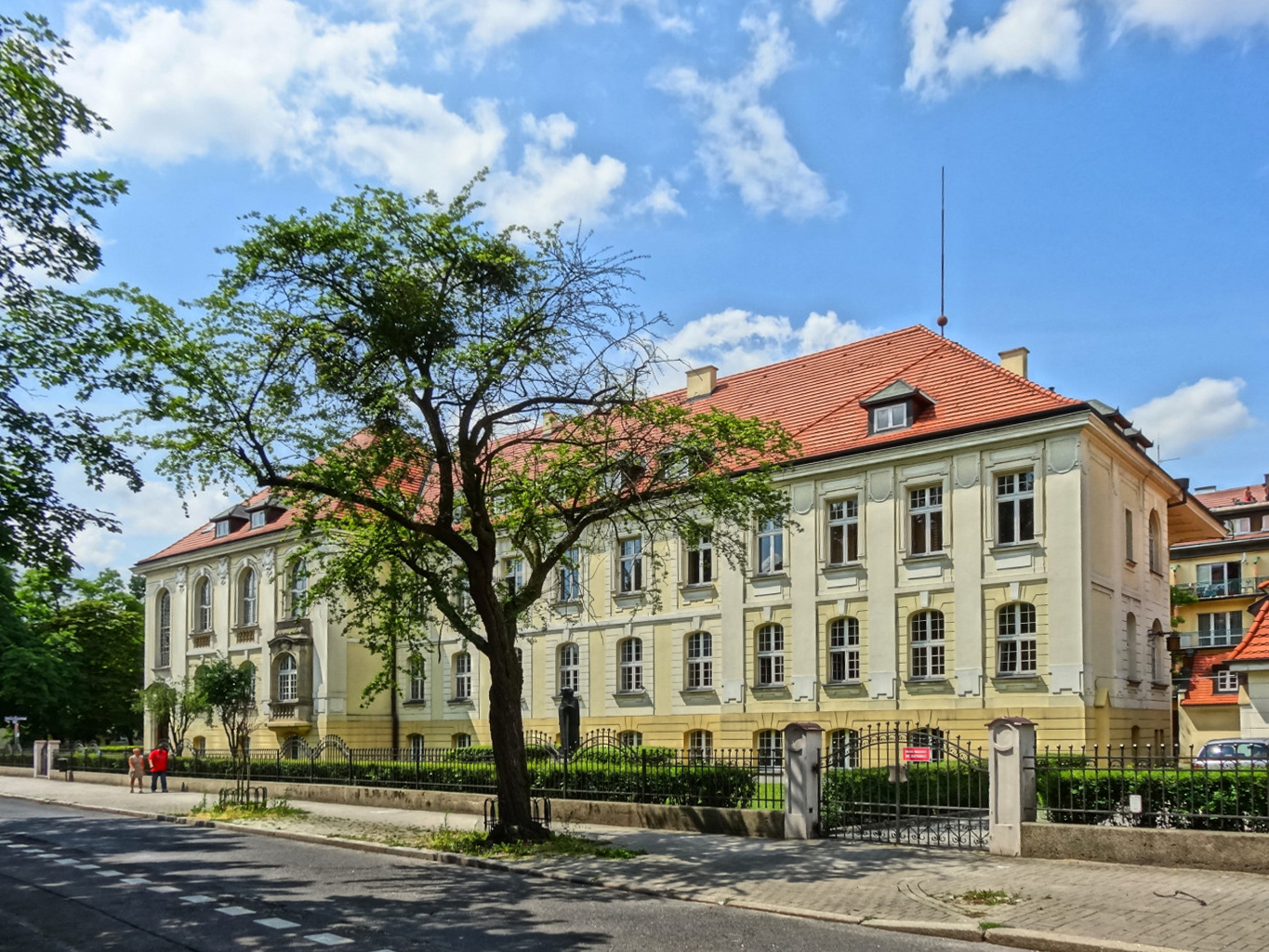
Widok od ul. 20 stycznia 1920

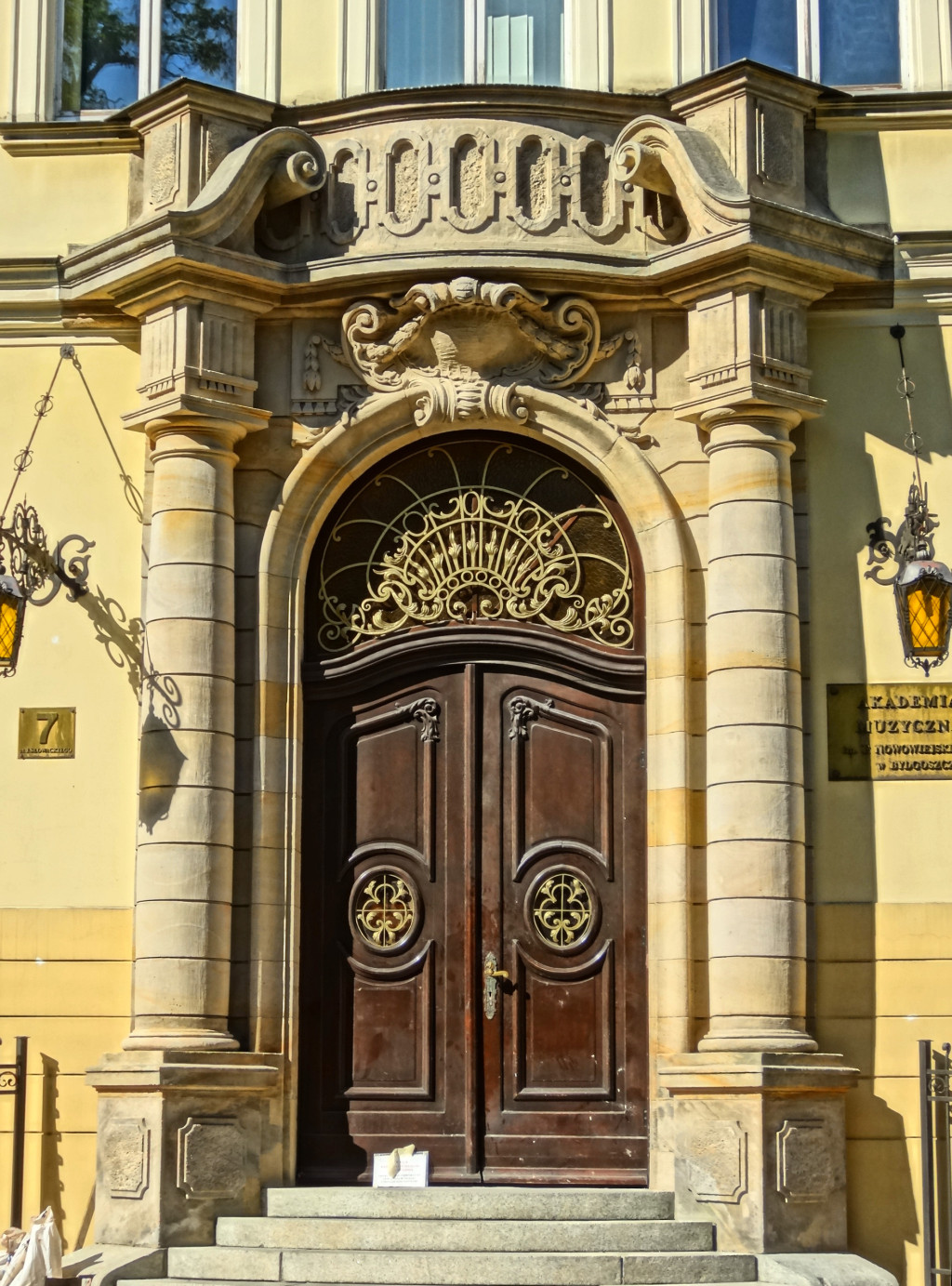
Wejście główne

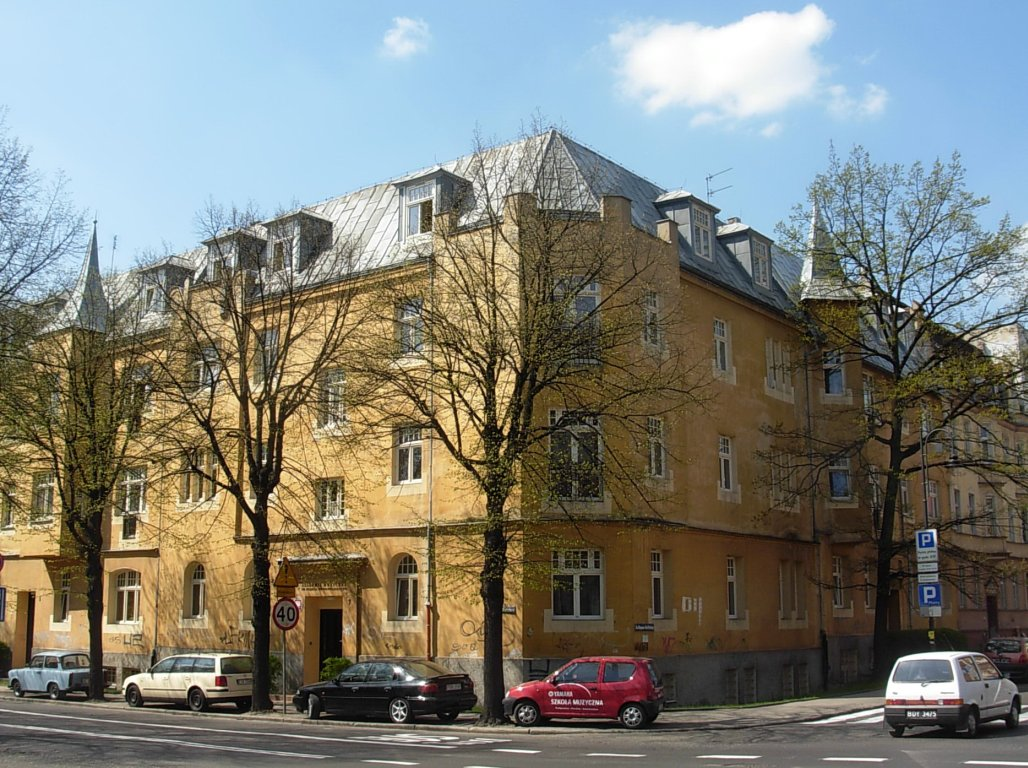
Dom akademicki i obiekty dydaktyczne przy ul. Staszica 7

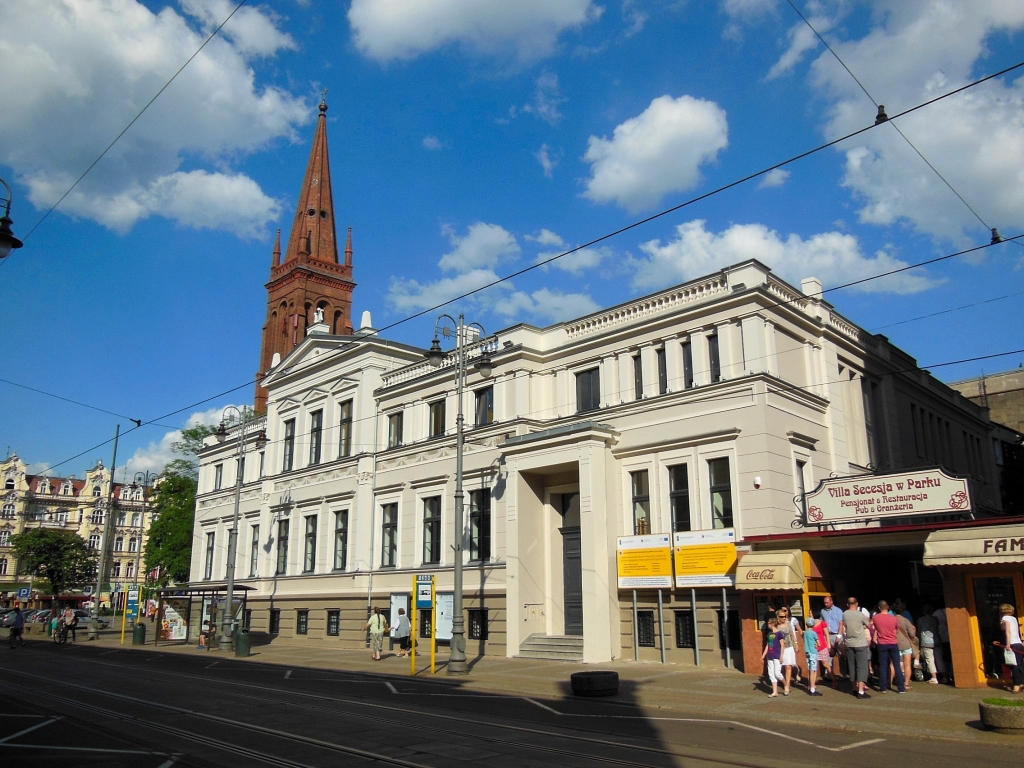
Budynek przy ul. Gdańskiej 20 (tzw. Pomorski Dom Sztuki) należący do uczelni od 2007 r.

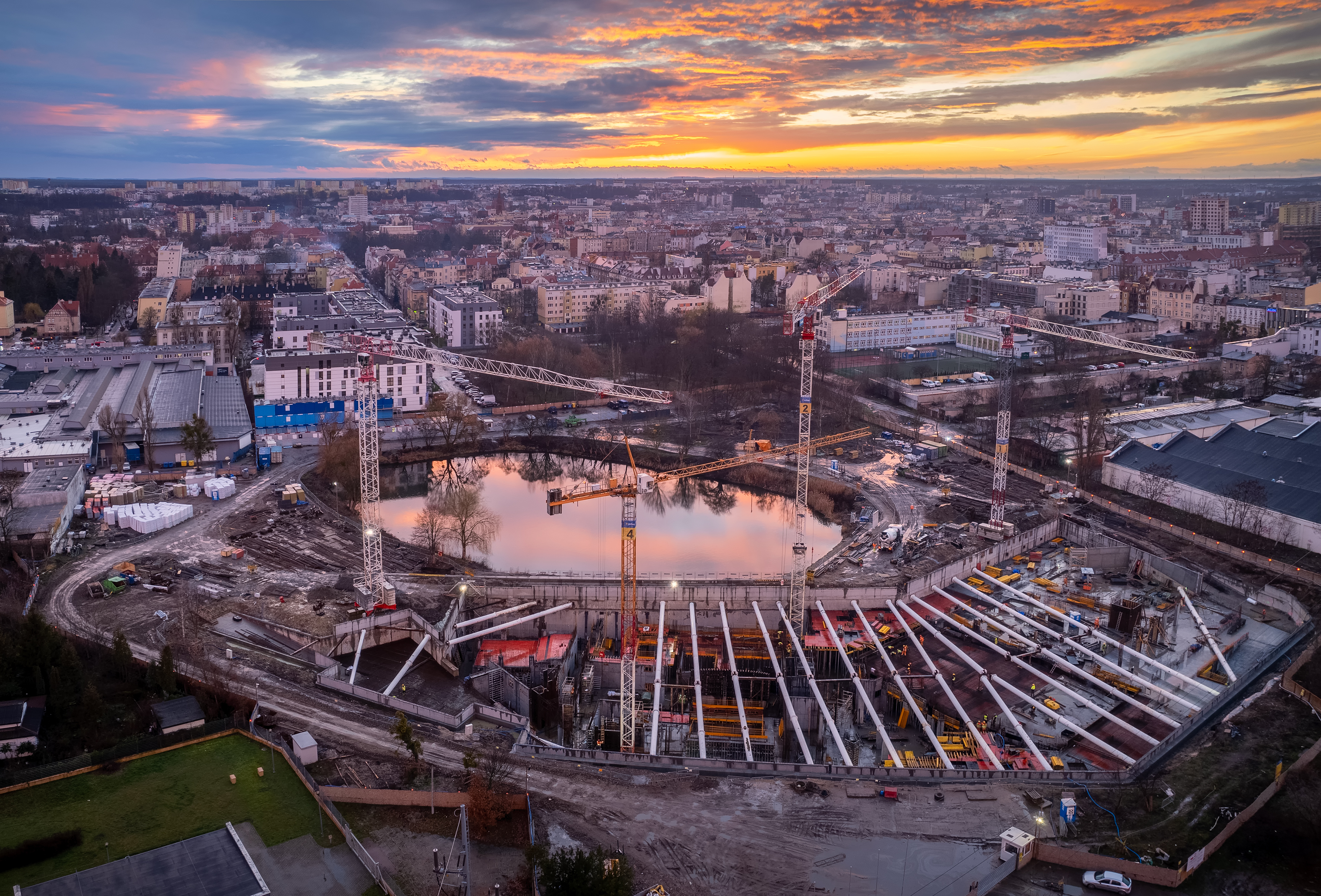
Budowa nowego kampusu Akademii Muzycznej w Bydgoszczy (2023)

Akademia Muzyczna im. Feliksa Nowowiejskiego w Bydgoszczy (w skróc. AMFN) – polska państwowa uczelnia muzyczna kształcąca dyplomowanych artystów muzyków – instrumentalistów, wokalistów, dyrygentów, kompozytorów, teoretyków, pedagogów, reżyserów dźwiękowych, aranżerów, animatorów kultury, z tytułem licencjata i magistra sztuki. Edukacja obejmuje muzykę klasyczną, jazzową, rozrywkową, estradową i kościelną. Rektorem uczelni jest prof. Elżbieta Wtorkowska (2020–2024).
Geneza uczelni sięga 1974 r. Jej struktura organizacyjna oraz nazwa była zmieniana trzykrotnie:
- lata 1974–1979: Filia Wyższej Szkoły Muzycznej w Łodzi z dwoma wydziałami: Instrumentalnym i Wychowaniem Muzycznym;
- lata 1979–1981: Państwowa Wyższa Szkoła Muzyczna realizująca kształcenie na czterech wydziałach;
- od 1981: Akademia Muzyczna im. Feliksa Nowowiejskiego.

## Historia

### Tradycje przedwojenne
Powołanie w Bydgoszczy wyższej uczelni muzycznej było uwieńczeniem wieloletnich tradycji muzycznych Bydgoszczy, gdyż zinstytucjonalizowane nauczanie przyszłych artystów-muzyków rozpoczęło się tutaj u początków XX wieku. Poprzedziło je w czasach staropolskich nauczanie muzyki w miejscowej szkole parafialnej oraz szkołach klasztornych: karmelitów (szkoła 7-letnia) i jezuitów (bursa muzyczna dla chłopców). W 1904 r. Arnold Schattschneider (dyrygent) i Wilhelm von Winterfeld (skrzypek, dyrygent, kompozytor) założyli Bydgoskie Konserwatorium Muzyczne (ówczesna nazwa Bromberger Konservatorium für Musik), które prowadziło swą działalność do 1945 r.
Po odzyskaniu przez Polskę niepodległości, w Bydgoszczy rozwijać się zaczęło polskie szkolnictwo muzyczne. W latach 1925–1927 istniał Miejski Instytut Muzyczny, który stanowił podwalinę rozwoju polskiego szkolnictwa muzycznego. Szczególną rolę odegrało Miejskie Konserwatorium Muzyczne założone w 1927 r. przez profesora Konserwatorium w Poznaniu Zdzisława Jahnke. Polskie Konserwatorium Jahnkego, podobnie jak niemieckie Konserwatorium Winterfefda, prowadziło nauczanie muzyki na trzech kursach: niższym, średnim i wyższym (akademickim), a struktura jego obejmowała 8 wydziałów: śpiewu, fortepianu, instrumentów orkiestrowych, muzyki kościelnej i organów, gry zespołowej, seminarium pedagogiczne, teorii, praktycznych przedmiotów dodatkowych.
W okresie międzywojennym Miejskie Konserwatorium Muzyczne zyskało znaczenie wiodącej szkoły muzycznej w mieście nie tylko ze względu na skupienie w jej murach połowy młodzieży uczącej się muzyki, lecz także z uwagi na posiadane uprawnienia akademickie. Oba bydgoskie konserwatoria wykształciły w dwudziestoleciu międzywojennym wielu cenionych muzyków i pedagogów muzyki, m.in. Alfonsa Rezlera (dyrygent, założyciel w 1938 r. Miejskiej Orkiestry Symfonicznej) i Marty Sucheckiej (skrzypaczka, pedagog, matka pierwszego rektora elekta Akademii Muzycznej). Pedagogiem w szkole był m.in. Józef Paderewski (akustyk, matematyk) – brat Ignacego Jana Paderewskiego.
W okresie okupacji hitlerowskiej Miejskie Konserwatorium Muzyczne zostało przekształcone na szkołę niemiecką, zaś Konserwatorium Winterfelda zakończyło swoją działalność w 1944 r. po śmierci jego dyrektora.

### Powojenne starania o utworzenie wyższej szkoły muzycznej (1945–1974)
Po zakończeniu II wojny światowej rozpoczął się proces restytuowania szkolnictwa muzycznego w mieście. W pierwszej kolejności reaktywowało działalność Miejskie Konserwatorium Muzyczne posiadające własny budynek przy ul. Gdańskiej 71, zachowane instrumenty i prawie kompletną kadrę pedagogiczną. W nowej sytuacji społeczno-politycznej szkolnictwo upaństwowiono. W efekcie kilkuletnich przekształceń z Konserwatorium wyłoniła się Podstawowa Szkoła Muzyczna oraz Państwowe Liceum Muzyczne.
Już w 1946 r. bydgoskie środowisko muzyczne rozpoczęło starania o utworzenie w mieście wyższej szkoły muzycznej. Decyzją ministra Stefana Dybowskiego powołano jednak Państwową Wyższą Szkołę Muzyczną w Sopocie, nie zaś w Bydgoszczy. Jednakże powstałe w latach 50. XX w. w Bydgoszczy instytucje muzyczne: Filharmonia Pomorska, Studio Operowe, Orkiestra Symfoniczna, szkoły muzyczne I i II stopnia, wzmogły potrzeby miejscowego środowiska odnośnie do wyższego kształcenia muzycznego. Tymczasem nie odnosiły jednak rezultatu starania pedagogów Państwowego Liceum Muzycznego, ani wnioski wystosowane do Ministerstwa Kultury i Sztuki w latach 60. przez dyrektora Filharmonii Pomorskiej Andrzeja Szwalbego i profesora Państwowej Wyższej Szkoły Muzycznej w Gdańsku – Konrada Pałubickiego.
Wobec niemożności utworzenia uczelni, w 1971 r. rektor Wyższej Szkoły Nauczycielskiej doc. Bogdan Głębowicz przedstawił koncepcję utworzenia Wydziału Muzycznego na WSN. Projekt ten został jednak odrzucony przez Ministerstwo Kultury i Sztuki, a także głównego promotora powołania w Bydgoszczy uczelni muzycznej – Andrzeja Szwalbe, gdyż gwarancję w pełni profesjonalnego wykształcenia zapewniały jedynie wyższe szkoły muzyczne.

### Filia Wyższej Szkoły Muzycznej w Łodzi (1974–1979)
Starania o powołanie w Bydgoszczy uczelni muzycznej znalazły poparcie władz centralnych dopiero w lipcu 1974 r., w obliczu działań dyrektora Filharmonii Andrzeja Szwalbe, który zapewnił gotowość wyasygnowania z budżetu swojej instytucji środków finansowych na rozpoczęcie działalności uczelni. To oraz zgoda Senatu i rektora Państwowej Wyższej Szkoły Muzycznej w Łodzi doc. Zenona Płoszaja zadecydowały o utworzeniu z dniem 1 października 1974 r. w Bydgoszczy Filii Państwowej Wyższej Szkoły Muzycznej w Łodzi.
1 października 1975 r. rozpoczęło zajęcia 25 studentów Wydziału Instrumentalnego kierowanego przez prodziekana wydziału i zarazem kierownika ds. Filii doc. Mirosława Pietkiewicza. Początkowo zajęcia prowadzono w salach Filharmonii Pomorskiej i Zespołu Szkół Muzycznych, a wykłady głosili dojeżdżający z Łodzi profesorowie. Część kadry wywodziła się również z muzyków Orkiestry Symfonicznej i Capelli Bydgostiensis Filharmonii Pomorskiej. W 1976 r. utworzony został kolejny wydział – Wychowanie Muzyczne, a władze wojewódzkie przekazały uczelni doskonale zlokalizowany w „dzielnicy muzycznej” budynek przy ul. Słowackiego (siedzibę Urzędu Powiatowego, zwolnioną po likwidacji powiatów w reformie administracyjnej z 1975 r.), który stał się jej główną siedzibą.
W 1977 r. funkcję kierownika Filii podniesiono do rangi prorektora, a w 1979 r. zamknięto pełny cykl kształcenia w specjalnościach trwających 5 lat na Wydziale Instrumentalnym i 4 lata na Wydziale Wychowania Muzycznego. W kwietniu 1979 r. uczelnia przekazała studentom własny dom akademicki przy ul. Libelta 14. Ogromną pomocą przy budowie bazy materialnej uczelni służył dyrektor Filharmonii Pomorskiej, animator życia kulturalnego Bydgoszczy Andrzej Szwalbe. W latach 1977–1979 wykonano generalny remont budynku przy ul. Słowackiego, przystosowując wnętrza do potrzeb uczelni oraz przyozdabiając je meblami henrykowskimi w stylu polskiego Oświecenia. We wrześniu 1979 r. w obiekcie odbył się ogólnopolski zjazd rektorów szkół artystycznych.

### Państwowa Wyższa Szkoła Muzyczna w Bydgoszczy (1979–1981)
27 listopada 1979 r. rozporządzeniem Rady Ministrów utworzono w Bydgoszczy na bazie filii Państwową Wyższą Szkołę Muzyczną. Jej pierwszym rektorem został doc. Roman Suchecki. Już w 1980 r. uczelnia osiągnęła pełną czterowydziałową strukturę analogiczną do innych uczelni muzycznych w kraju (utworzono dwa brakujące wydziały: Kompozycji i Teorii Muzyki oraz Wydział Wokalno-Aktorski). W tym roku powołano również przy Wydziale Instrumentalnym zaoczne Studium Pedagogiki Instrumentalnej oraz Studio Nagrań (biblioteka funkcjonowała już od lat 70.) W roku akademickim 1979/1980 na uczelni studiowało 120 osób; koncertowała także Akademicka Orkiestra Symfoniczna.

### Akademia Muzyczna w Bydgoszczy (od 1981)
1 grudnia 1981 r. uczelnia została przemianowana na Akademię Muzyczną im. Feliksa Nowowiejskiego, co zakończyło proces jej kształtowania i zrównało pod względem nazewniczym z pozostałymi PWSM w kraju. Na frontonie uczelni umieszczono wówczas łacińską sentencję „Musica spiritus movens” oraz zwieńczono orłem stanisławowskim z koroną.
W latach 80. XX w. trwał proces formowania kadry wykładowców i tworzenia jednostek naukowych. Początkowo zasadniczą część kadry samodzielnych pracowników nauki stanowili pedagodzy dojeżdżający z Łodzi, Poznania, Gdańska, Warszawy i Krakowa. W latach 90. zakończono proces budowania własnej kadry wykładowców, dla której AM w Bydgoszczy była głównym miejscem pracy.
Spełnianie kryteriów kadrowych umożliwiało powoływanie nowych jednostek naukowych oraz dydaktycznych. W 1982 r. rozpoczęły działalność Katedry: Fortepianu, Instrumentów Smyczkowych i Kameralistyki oraz Prowadzenia Zespołów Muzycznych. W 1984 r. powołano Podyplomowe Studium Chórmistrzowskie, w 1987 r. Katedrę Teorii Muzyki i Kompozycji oraz Studium Języków Obcych, w 1989 r. Podyplomowe Studium Emisji Głosu. Lata następne zapisały się powołaniem Pracowni Kultury Muzycznej Pomorza i Kujaw (1990), Katedry Instrumentów Dętych (1991), wydawnictwa uczelnianego (1992), Studium Pedagogicznego (1994), Podyplomowego Studium Instrumentalistyki (1999), Pracowni Muzyki Kościelnej (2003), Zakładu Emisji Głosu (2004), Podyplomowego Studium Wokalistyki (2004), Międzywydziałowego Studium Jazzu i Muzyki Rozrywkowej (2008).
W 1983 r. zakupiono dla celów dydaktycznych oraz na potrzeby domu studenta kompleks budynków u zbiegu ulic Staszica i Kołłątaja. W 1989 r., po trwającej 6 lat modernizacji oddano je do użytku wraz z nową salą koncertową. Jednym z najważniejszych i najtrudniejszych z uwagi na koszty zadań realizowanych przez władze uczelni było wyposażenie sprzęt służący celom dydaktycznym: fortepiany, pianina, organy, instrumenty strunowe, dęte, instrumentarium perkusyjne. Akademia Muzyczna zakupiła najwyższej klasy koncertowe fortepiany firmy Steinway, koncertowe organy i wiele innych cennych instrumentów, a także sprzęt komputerowy pozwalający wykorzystywać osiągnięcia współczesnej techniki dla wprowadzania nowych form kształcenia muzycznego.
W 1996 r. uczelnia uzyskała pełną autonomię w następstwie pozyskania praw do przeprowadzania przewodów doktorskich i habilitacyjnych w dziedzinie sztuki. W okresie 25 lat (1974-1999) Akademię ukończyło 1127 dyplomantów. W 2004 r. kadrę AM stanowiło 133 nauczycieli akademickich, w tym 49 profesorów (33 tytularnych), 25 adiunktów i 13 asystentów. Na uczelni studiowało wówczas 432 osób, w tym 335 na studiach stacjonarnych, 22 – zaocznych i 75 – podyplomowych. W latach 2002–2009 na uczelni wzrosła liczba nauczycieli akademickich ze 120 do 150 osób, w tym profesorów z 45 do 55, zaś liczba studentów wzrosła o 40% do 474 osób.
W 2007 r. uczelnia otrzymała od Opery Nova zabytkowy budynek przy ul. Gdańskiej 20, wzniesiony w 1887 r., nazywany Pomorskim Domem Sztuki. Od tego czasu jest on przekształcany w nowoczesny budynek dydaktyczny z reprezentacyjną salą koncertową. Od 2009 r. AM realizuje europejskie projekty inwestycyjne dotyczące głównie w.w. budynku: modernizację obiektu dla celów dydaktycznych wraz z pierwszym wyposażeniem (dofinansowanie z UE 5,2 mln zł) oraz prace odtworzeniowo-konserwatorskie sali koncertowej oraz elewacji zabytkowego budynku z przywróceniem jej XIX-wiecznego stanu (dofinansowanie z UE 1 mln zł, z Ministerstwa Kultury i Dziedzictwa Narodowego 3 mln zł).
Celem strategicznym wyznaczonym przez senat Akademii Muzycznej jest przekształcenie w uniwersytet artystyczny. Aby osiągnąć ten cel, konieczne jest zwiększenie liczby samodzielnych pracowników naukowych i uprawnień do doktoryzowania (do 6).

## Podstawowe statystyki
W 2010 r. uczelnia kształciła 474 studentów (w tym 93 na studiach podyplomowych),
na 7 kierunkach i kilkunastu specjalnościach. W tym roku na uczelni pracowało 135 nauczycieli akademickich, w tym 55 profesorów, 29 adiunktów i 13 asystentów. Rok akademicki 2018/2019 uczelnia zainaugurowała z 656 studentami, doktorantami i słuchaczami oraz ze 180 nauczycielami akademickimi.

## Program dydaktyczny
Akademia Muzyczna jest uczelnią czterowydziałową, kształcącą artystów muzyków: instrumentalistów, adeptów sztuki wokalnej do pracy w teatrach muzycznych (opera, operetka) oraz do działalności koncertowej, kompozytorów, teoretyków muzyki, animatorów życia muzycznego, dyrygentów symfonicznych i chóralnych, nauczycieli wychowania muzycznego i reżyserów dźwięku. Proces dydaktyczny realizowany jest na studiach pierwszego stopnia, kończących się uzyskaniem dyplomu licencjata oraz na studiach magisterskich, dających tytuł magistra sztuki. W 2008 r. uruchomiono również studia doktoranckie na Wydziale Instrumentalnym. Oprócz tego istnieje możliwość odbywania studiów podyplomowych na czterech kierunkach nauczania.

## Wydziały
- Wydział Kompozycji, Teorii Muzyki i Reżyserii Dźwięku
- Wydział Instrumentalny
- Wydział Wokalno-Aktorski
- Wydział Dyrygentury, Jazzu, Muzyki Kościelnej i Edukacji Muzycznej

## Jednostki ogólnouczelniane i międzywydziałowe
- Studium Pedagogiczne
- Studium Języków Obcych
- Studium Muzyki Dawnej
- Studium Muzyki Współczesnej
- Studium Jazzu i Muzyki Estradowej
- Zakład Kameralistyki Fortepianowej
- Studio Nagrań i Fonoteka

## Kampusy i budynki uczelniane
Wszystkie budynki uczelniane znajdują się w centrum Bydgoszczy, w obrębie tzw. dzielnicy muzycznej. Wydziały uczelni w 2010 r. posiadały dwa uprawnienia do nadawania stopnia naukowego doktora (instrumentalistyka, dyrygentura) i jeden – doktora habilitowanego.
Główną siedzibą uczelni jest od 1975 r. budynek przy ul. Słowackiego. Wraz z Filharmonią Pomorską, Zespołem Szkół Muzycznych i kompleksem „domów studenta” w otoczeniu parku Jana Kochanowskiego, w którym umieszczona jest galeria pomników kompozytorów i wirtuozów – tworzy jeden z ciekawszych zespołów architektonicznych miasta zwany dzielnicą muzyczną.
W 2010 r. na bazę materialną uczelni składały się budynki dydaktyczne: przy ul. Słowackiego, ul. Staszica 7, ul. Warmińskiego 13 oraz gmach przy ul. Gdańskiej 20. Mieszczą one łącznie m.in. 14 sal wykładów zbiorowych, 42 sale do zajęć indywidualnych i ćwiczeń, salę organową, aulę na 100 miejsc oraz salę koncertową na 140 miejsc wyposażoną od 1992 r. w organy, budynek Biblioteki Głównej i dwa domy akademickie (ul. Szwalbego 4, ul. Staszica 7) z 90 miejscami.
Aktualnie trwa budowa nowego, ośmiokondygnacyjnego gmachu uczelni o powierzchni 4500 m kw., z czterema salami koncertowymi i akademikiem. Nowy obiekt o elewacji z szarej, ręcznie formowanej cegły, powstaje na opuszczonych, podarowanych przez miasto terenach zielonych ze stawem między ulicami Kamienną, Chodkiewicza i Gdańską o pow. 3 ha i wartości ok. 9 mln zł, na których pod koniec lat 90. XIX wieku hurtownik branży metalowej Ludwig Kolwitz urządził kompleks magazynów i plac składowy (w XX w. wyłożony płytami betonowymi) z bocznicą kolejową prowadzącą w kierunku rzeźni oraz gazowni do nabrzeża Brdy na wysokości ul. Uroczej. Koncepcję architektoniczną zrealizowała warszawska pracownia architektoniczna Plus3 Architekci. Szacunkowy koszt inwestycji w pierwotnym kształcie określonym w Kontrakcie Terytorialnym wynosił 100 mln zł, przy czym 55 mln zł miało pochodzić z budżetu państwa. W maju 2018 władze uczelni określały wartość inwestycji na 163 mln zł, natomiast zgodnie z wnioskiem złożonym przez Akademię w Ministerstwie Kultury i Dziedzictwa Narodowego 22 listopada inwestycja wyceniona została na 290 mln zł. We wrześniu 2019 władze uczelni wystąpiły o wydanie pozwolenia na budowę. Pierwotnie zakładano zakończenie budowy kampusu w 2021, ale warunkiem było rozpoczęcie prac w 2017 roku; w II połowie 2019 szacowano, że inwestycja będzie gotowa na przełomie 2023 i 2024. W październiku 2020 ogłoszono przetarg na realizację nadzoru technicznego nad inwestycją; przygotowywano się też do zlecenia prac budowlanych. Przetarg na realizację inwestycji ogłoszono ostatecznie w lipcu 2021. Złożone oferty, opiewające na kwoty blisko 393 mln zł (Unibep z Bielska Podlaskiego) i blisko 470 mln zł (Budimex), przekroczyły jednak znacznie budżet resortu kultury, który zarezerwował na ten cel 290 mln zł. Ostatecznie, po zwiększeniu dofinansowania przez rząd, zaaprobowano najtańszą ze złożonych ofert, co umożliwiło przystąpienie do budowy. Umowę na realizację inwestycji podpisano 24 stycznia 2022.

## Badania naukowe
Podstawową dziedziną badań naukowych prowadzonych na uczelni jest nauka o muzyce (teoria i historia muzyki, historia praktyki wykonawczej, kultura muzyczna regionu i in.). Refleksję naukową prowadzi się najczęściej podczas cyklicznie organizowanych sesji i sympozjów, w badaniach indywidualnych i zespołowych projektach naukowych. W latach 1980–2004 Akademia Muzyczna była organizatorem 31 konferencji naukowych, których tematyka dotyczyła głównie muzyki poważnej oraz życia muzycznego na Pomorzu i Kujawach. Rezultaty badań publikowane są w pracach i monografiach wydawnictwa uczelnianego oraz wydawnictw naukowych innych ośrodków akademickich kraju i zagranicy. Do dorobku naukowego uczelni można zaliczyć m.in. zeszyty naukowe i publikacje dotyczące badań nad życiem muzycznym regionu, a także serię nutową „Partytury kompozytorów bydgoskich”.

### Pracownia Kultury Muzycznej Pomorza i Kujaw
W strukturze Akademii od 1990 r. znajduje się Pracownia Badań Naukowych, której działalność statutowa koncentruje się na tematyce regionalnej. Polega ona na gromadzeniu i dokumentowaniu danych na temat kultury muzycznej Pomorza i Kujaw oraz organizacji sesji naukowych poświęconych tej tematyce. Ich plon znajduje wyraz w wydawanych co roku Zeszytach Naukowych, które prezentują przegląd życia muzycznego w poszczególnych okresach: od czasów staropolskich po współczesność.

## Działalność artystyczna
Akademia Muzyczna oprócz działalności dydaktycznej i naukowej prowadzi szeroko zakrojoną działalność artystyczną, promieniującą na cały region kujawsko-pomorski. Na uczelni działają dwa chóry (Akademicki, Kameralny), Akademicka Orkiestra Symfoniczna (od 1976 r.), zespół muzyki dawnej, liczne zespoły kameralne i zespoły solistów. Do przedsięwzięć, których organizatorem lub współorganizatorem jest uczelnia, należą koncerty cykliczne oraz regionalne, ogólnopolskie i międzynarodowe festiwale i konkursy muzyczne. Zasięg działań kulturotwórczych jest na tyle znaczący, że Akademia Muzyczna jest trzecią – obok Opery Nova i Filharmonii Pomorskiej – instytucją muzyczną w Bydgoszczy, współkreującą klimat artystyczny miasta.
Specyfika procesu dydaktycznego uprawianego na uczelni polega na nierozdzielności działań kształceniowych i artystycznych. Na dwóch estradach w uczelni odbywają się regularnie koncerty i spektakle operowe z udziałem wyróżniających się studentów, pedagogów Akademii i zaproszonych gości. Niektóre z imprez cyklicznych zagościły na trwałe w kalendarzu imprez kulturalnych Bydgoszczy. Są to m.in.
- Bydgoskie Wtorki Muzyczne (od 1981 r.) – odbywają się raz w miesiącu w Sali Koncertowej uczelni;
- Czwartki Organowe (od 1992 r.) – realizowane w cyklu dwumiesięcznym w Sali Koncertowej Akademii;
- Poranki Muzyczne dla dzieci (od 1994 r.) – w cyklu comiesięcznym;
- Koncerty Pałacowe – organizowane co miesiąc w Pałacu Skórzewskich w Lubostroniu;
- Koncerty Akademickie (od 2002 r.) – realizowane w cyklu dwumiesięcznym w pałacu w Ostromecku, współorganizowane z Miejskim Ośrodkiem Kultury w Bydgoszczy;
- Studenckie Warsztaty Operowe;
- Wielkie Cykle;
- Akademia w Zabytkach Bydgoszczy.

Obok nich ważną funkcję dydaktyczną i zarazem kulturotwórczą spełniają festiwale i konkursy muzyczne, których organizatorem lub współorganizatorem stała się uczelnia. Są to przedsięwzięcia o zasięgu regionalnym, międzyuczelnianym, ogólnopolskim i międzynarodowym:
- Międzynarodowy Konkurs Pianistyczny im. Ignacego Jana Paderewskiego,
- Festiwal Laureatów Konkursów Muzycznych (od 1994 r.),
- Festiwal Młodych Organistów i Wokalistów im. Jerzego Popiełuszki (od 1996 r.),
- Bydgoskie Wieczory Organowe (od 2001 r.),
- Międzynarodowe Spotkania Chóralne „Arti et Amicitiae” (1994–1998),
- Studencki Festiwal Pianistyczny „Forte-Piano” (1994–1999),
- Konkurs Wokalny im. I.J. Paderewskiego (od 1999),
- Ogólnopolski Międzyuczelniany Konkurs Muzyki Kameralnej na Zespoły Instrumentów Dętych,
- Konkurs na Fugę.

## Współpraca międzynarodowa i międzyuczelniana
AM w Bydgoszczy współpracuje z uczelniami muzycznymi w kraju i za granicą (Kijów, Bańska Bystrzyca, Strasburg, Hamburg, Ryga, Kragujevac, Tuluza) oraz warszawskimi i bydgoskimi instytucjami muzycznymi (Mazowiecki Instytut Kultury, Filharmonia Pomorska, Opera Nova, Towarzystwo Muzyczne im. I.J. Paderewskiego w Bydgoszczy).

## Poczet rektorów
- 1975–1979 doc. Mirosław Pietkiewicz (kierownik ds. Filii PWSM w Łodzi, od października 1977 – prorektor do spraw Filii w Bydgoszczy)
- 1979–1980 prof. Zenon Płoszaj
- 1980–1987 doc. Roman Suchecki (wiolonczelista)
- 1987–1993 prof. Franciszek Woźniak (kompozytor, pianista)
- 1993–1999 prof. dr Antoni Poszowski (teoretyk muzyki)
- 1999–2005 prof. Jerzy Kaszuba (akordeonista)
- 2005–2012 prof. Maria Murawska (pianistka)
- 2012–2020 prof. Jerzy Kaszuba
- od 2020 prof. Elżbieta Wtorkowska (dyrygentka)

## Doktorzy honoris causa
- prof. Jerzy Godziszewski (27 listopada 2007)[28]
- Đặng Thái Sơn (27 kwietnia 2010)
- prof. Mieczysław Tomaszewski (28 maja 2010)
- Jerzy Maksymiuk (19 listopada 2021)[29]

## Znani absolwenci
Absolwenci uczelni prężnie koncertują i działają w świecie artystycznym. Są nimi laureaci krajowych i międzynarodowych konkursów muzycznych.

## Patron
Patronem uczelni jest polski kompozytor, dyrygent, pedagog, organista i wirtuoz Feliks Nowowiejski. Osiadły od 1919 r. w Poznaniu artysta, wielokrotnie odwiedzał Bydgoszcz w okresie międzywojennym w charakterze dyrygenta i kompozytora. 3 kwietnia 1921 r. dyrygował bydgoskim chórem „Halka” w sali strzelnicy przy ul. Toruńskiej, zaś 18 listopada 1923 r. odbył koncert w Seminarium Nauczycielskim w Bydgoszczy z okazji 5. rocznicy odzyskania niepodległości. Wydarzeniem dużej skali było odsłonięcie pierwszego w Polsce pomnika Henryka Sienkiewicza 31 lipca 1927 r. w Bydgoszczy. Podczas uroczystości, w obecności prezydenta RP Ignacego Mościckiego, Feliks Nowowiejski kierował (mimo decyzji o wycofaniu się z działalności koncertowej w latach 20.) uroczystym koncertem wykonywanym przez orkiestrę reprezentacyjną 68. pułku piechoty WP i połączone chóry z Bydgoszczy i Poznania.